# Walter Siegert (Politiker)

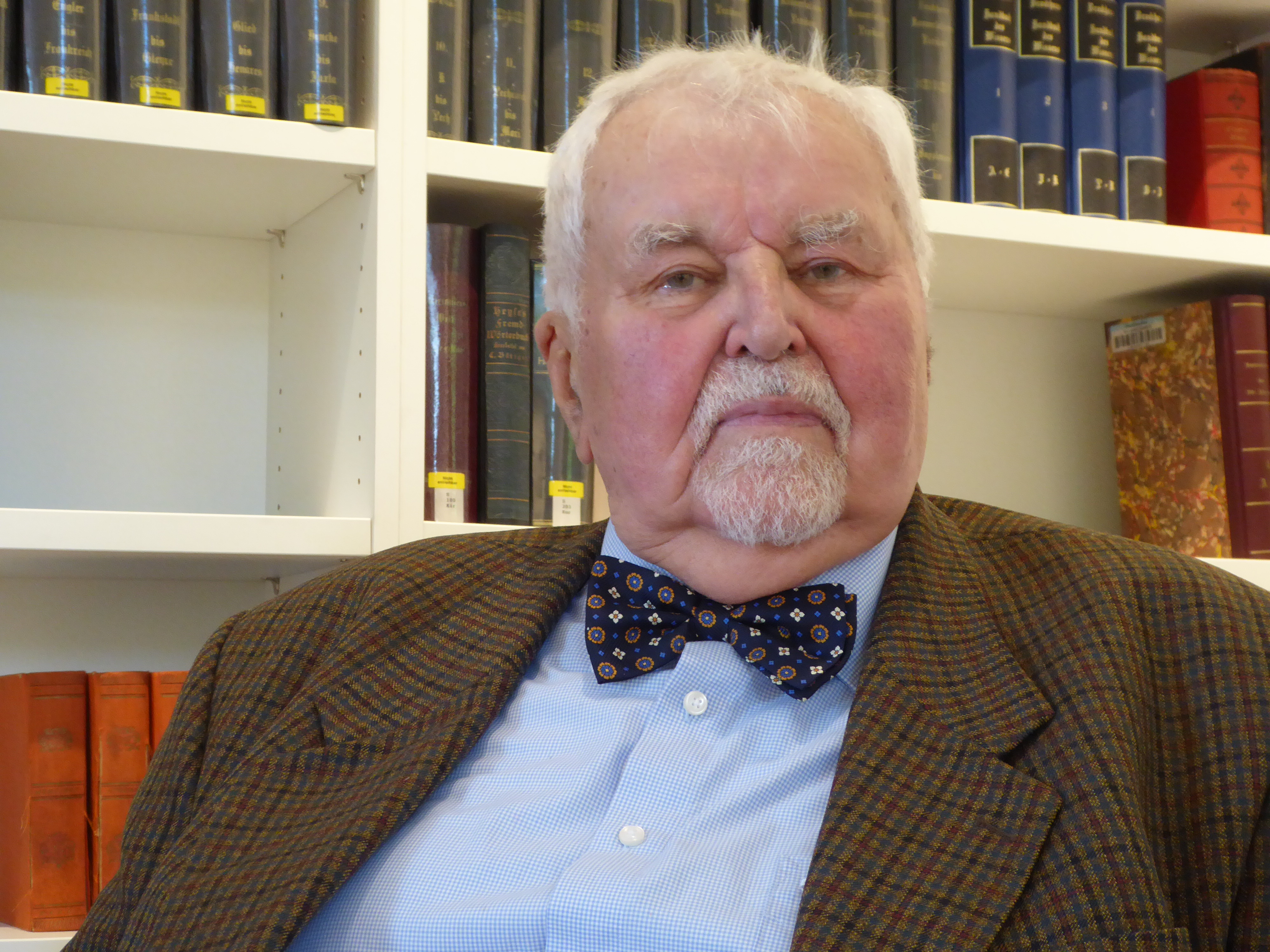
90. Geburtstag von Walter Siegert in Berlin

Walter Siegert (* 18. Mai 1929 in Siegmar bei Chemnitz; † 2. Februar 2020 in Berlin) war ein deutscher Politiker (SED). Er war von 1980 bis 1990 Staatssekretär im Ministerium der Finanzen und 1990 zeitweise geschäftsführender Finanzminister der DDR.

## Leben
Siegert besuchte ab 1941 die Wirtschaftsoberschule und legte 1947 das Abitur ab. Von 1947 bis 1949 war er Assistent eines Wirtschaftsprüferbüros in Chemnitz und von 1949 bis 1952 Revisor in verschiedenen Betrieben und Wirtschaftsorganen. Siegert trat der SED bei und studierte zwischen 1952 und 1955 an der Hochschule für Finanzwirtschaft bzw. der Hochschule für Ökonomie in Berlin. Er schloss sein Studium als Diplomwirtschaftler ab. Anschließend war er dort bis 1960 als wissenschaftlicher Assistent tätig und wurde 1961 zum Dr. oec. promoviert. Ab 1961 war er Mitarbeiter im Ministerium für Finanzen der DDR. Er arbeitete bis 1966 im Büro der Regierungskommission zur Umbewertung der Grundmittel in der Volkswirtschaft. Dies war eine Maßnahme zur Vorbereitung des Neuen ökonomischen Systems der Planung und Leitung der Volkswirtschaft (NÖS). Von 1966 bis 1968 war er Abteilungsleiter im finanzökonomischen Forschungsinstitut. Von 1968 bis  1972 fungierte er als stellvertretender Leiter und von 1974 bis 1980 als Leiter der Staatlichen Finanzrevision der DDR. Von 1980 bis 1989 war er in der Regierung Stoph Staatssekretär im Ministerium der Finanzen (Nachfolger von Werner Schmieder).
Siegert behielt die Funktion des Staatssekretärs auch in den nachfolgenden Regierungen Modrow und de Maizière. Am 29. Januar 1990 wurde er nach der Abberufung von Uta Nickel zum geschäftsführenden Finanzminister der DDR berufen. Im Frühjahr 1990 hatte er in der Modrow-Regierung an der Wirtschaftsreform mitgearbeitet. Im April/Mai 1990 war Siegert, der inzwischen aus der SED ausgetreten war, neben Günther Krause und Alwin Ziel Mitglied der DDR-Expertenkommission zur Vorbereitung der Währungs-, Wirtschafts- und Sozialunion. Im Juni 1990 war er an der Gründung der Deutschen Versicherungs-AG beteiligt, die aus der Staatlichen Versicherung der DDR entstand und dann von der Allianz übernommen wurde.
Siegert starb nach schwerer Krankheit am 2. Februar 2020 im Alter von 90 Jahren.

## Schriften
- Die Produktionsabgabe in der volkseigenen Bekleidungsindustrie. Eine Untersuchung der Probleme bei der Bestimmung der Produktionsabgabesätze in Verbindung mit der Preisbildung sowie einiger Fragen der Planung, Realisierung und Kontrolle der Produktionsabgabe. Hochschule für Ökonomie, Berlin 1961 (Dissertation).

## Auszeichnungen
- Orden „Banner der Arbeit“, Stufe III (1974)[3]
- Vaterländischer Verdienstorden in Bronze (1978), in Silber (1987)[4] und in Gold (1989)[5]